# 奧廖爾
奧廖爾（俄语：Орёл）是俄羅斯奧廖爾州首府，位於奧卡河畔，距離首都莫斯科360公里。2018年人口315,308人。
1937年成為州府。城名的意思是「鷹」。

## 友好城市
- 保加利亚拉茲格勒 1968年
- 芬兰诺基亚 1977年
- 德国美因河畔奥芬巴赫 1988年
- 荷蘭吕伐登 1989年
- 乌克兰乌日霍罗德 2001年
- 俄羅斯布良斯克 2003年
- 乌克兰刻赤 2004年，2014年撤销
- 捷克捷克布杰约维采 2012年

## 著名人物
- 作家屠格涅夫
- “契卡”创始人捷爾任斯基
- 俄共領袖久加諾夫